# Maquinaria de hilado de algodón
La maquinaria de hilado de algodón se refiere a las máquinas que transforman (o hilan) las mechas de algodón preparadas en hilos o hilados. Este tipo de maquinaria puede remontarse a siglos atrás. Durante los siglos XVIII y XIX, en el marco de la Revolución Industrial se desarrolló maquinaria de hilado de algodón para llevar la producción en masa a la industria del algodón. La maquinaria de hilado de algodón se instaló en grandes fábricas, comúnmente conocidas como fábrica de algodón.

## Historia

### Máquina de hilar
La máquina de hilar se inventó en el mundo islámico hacia 1030. Más tarde se extendió a China en 1090, y luego se extendió desde el mundo islámico a Europa y la India en el siglo XIII.
Hasta la década de 1740 todo el hilado se hacía a mano utilizando una rueca. La rueda de hilar de última generación en Inglaterra era conocida como la rueda de Jersey sin embargo una rueda alternativa, la rueda de Sajonia era una rueda de hilar de doble banda donde el huso giraba más rápido que el viajero en una proporción de 8:6, el dibujo en ambos se hacía con los dedos de las hilanderas.

### Lewis Paul y John Wyatt
En 1738 Lewis Paul y John Wyatt de Birmingham patentaron la máquina de hilar a rodillos y el sistema de volantes y bobinas, para estirar el algodón hasta un grosor más uniforme, utilizando dos conjuntos de rodillos que se desplazaban a diferentes velocidades. Perfeccionado por Thomas Highs de Leigh. Este principio fue la base del posterior diseño de la hiladora hidráulica de Richard Arkwright. En 1742 Paul y Wyatt habían abierto un molino en Birmingham que utilizaba su nueva máquina de laminación impulsada por un burro, esto no fue rentable y pronto cerró. En 1743 se abrió una fábrica en Northampton, con cincuenta husos que giraban en cinco de las máquinas de Paul y Wyatt, resultando más exitosa que su primer molino; ésta funcionó hasta 1764. 
Lewis Paul inventó la máquina de cardar accionada a mano en 1748. Se colocaba una capa de láminas de alambre alrededor de una tarjeta, que luego se envolvía alrededor de un cilindro. El invento de Lewis fue desarrollado y mejorado posteriormente por Richard Arkwright y Samuel Crompton, aunque el diseño quedó bajo sospecha tras un incendio en la fábrica de Daniel Bourn en Leominster que utilizaba los husos de Paul y Wyatt. Bourn produjo una patente similar en el mismo año.

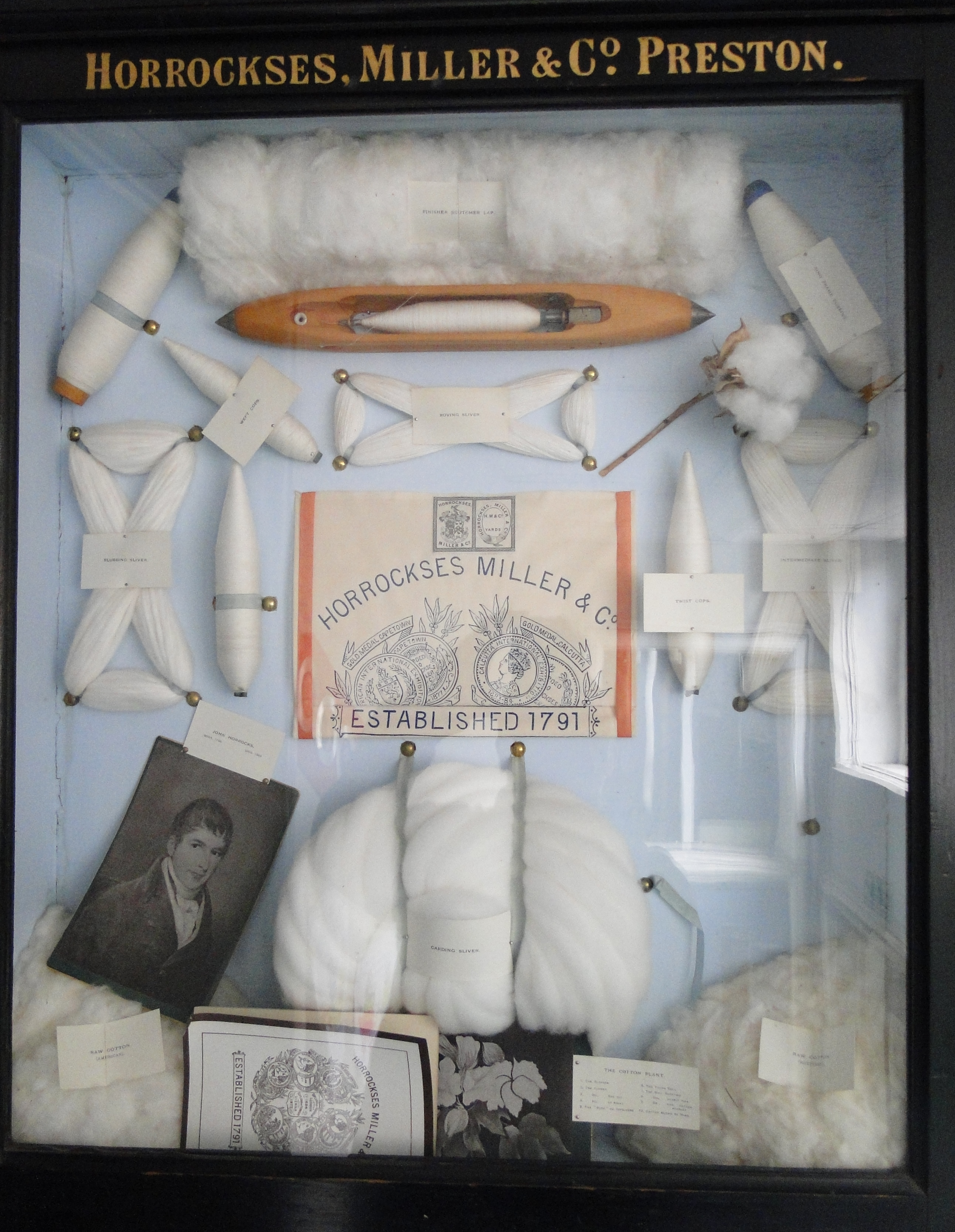
Antiguo expositor publicitario de artículos utilizados en la fabricación de tejidos de algodón durante la revolución industrial

El reverendo John Dyer de Northampton reconoció la importancia de la máquina de hilar algodón de Paul y Wyatt en un poema de 1757:

Una máquina circular, de nuevo diseño

De forma cónica: dibuja e hila un hilo

Sin el tedioso trabajo de manos innecesarias

Una rueda invisible, bajo el suelo,

A cada miembro de la armónica estructura,

Da el movimiento necesario. Una intención

Mira el trabajo; la lana cardada, dice, 

Tan suavemente envuelta alrededor de esos cilindros,

Que girando suavemente, la entregan a ese círculo

de husos verticales, que con un rápido torbellino

Hacen girar en una larga extensión un hilo uniforme.

### Hiladora Jenny

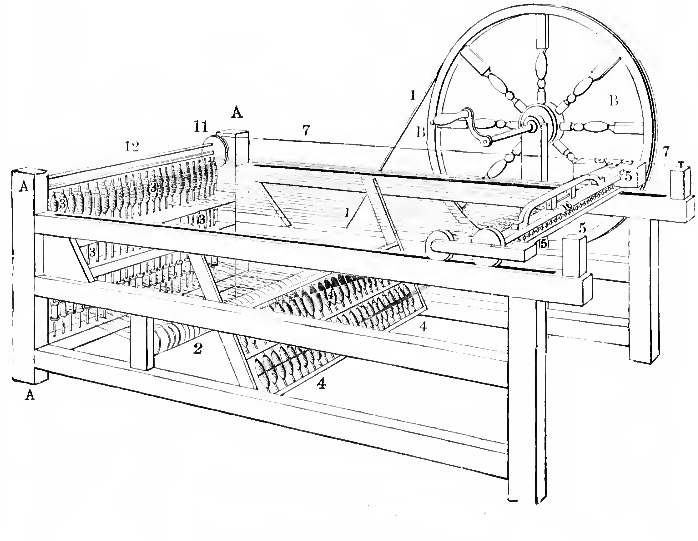
The spinning jenny that was used in textile mills

La hilandera es una rueda de hilar de varios carretes. Fue inventada alrededor de 1764, su invención se atribuye a James Hargreaves en Stanhill, cerca de Blackburn, Lancashire. La hilandera fue esencialmente una adaptación de la rueda de hilar.

### Hiladora hidráulica

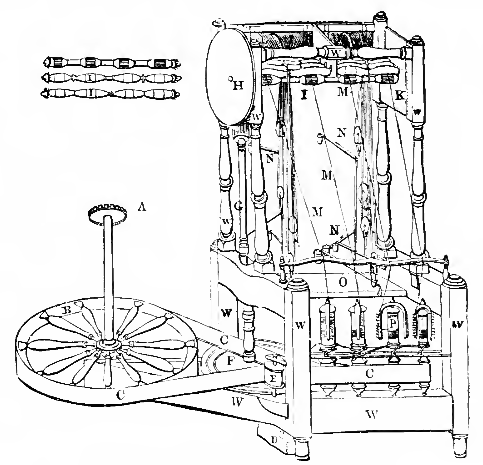
Arkwright's spinning frame

La hiladora hidráulica fue desarrollada y patentada por Arkwright en la década de 1770. La tela se atenuaba (estiraba) mediante rodillos de trazado y se retorcía enrollándola en un huso. Era una máquina pesada de gran tamaño que necesitaba ser impulsada por energía, lo que a finales del siglo XVIII significaba por una rueda hidráulica. Las fábricas de algodón fueron diseñadas para este fin por Arkwright, Jedediah Strutt y otros a lo largo del río Derwent en Derbyshire. Las monturas de agua sólo podían hilar la trama.

### Mula de hilar

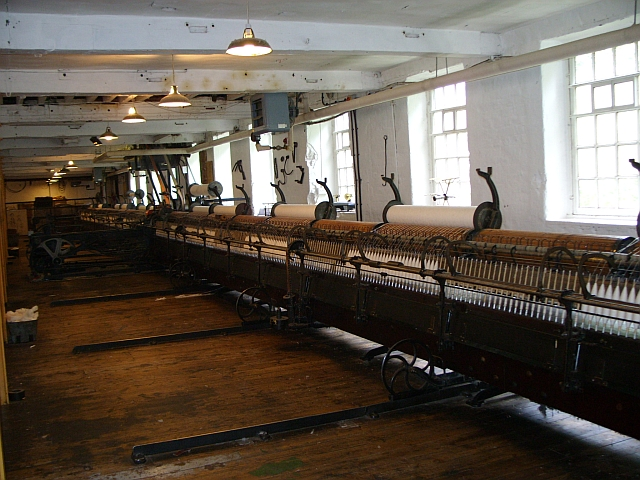
A fully restored & working mule at the Quarry Bank Mill, UK.

La mula de hilar o mule jenny' fue creada en 1779 por Samuel Crompton. Era una combinación de la hiladora hidráulica de Arkwright y la hiladora Jenny Hargreaves. Se llamó así porque era un híbrido de estas dos máquinas. La mula consistía en un bastidor fijo que contenía una fileta de bobinas que sostenían la mecha, conectada a través del cabezal a un carro paralelo que contenía los husos. Utilizaba un proceso intermitente: En el recorrido de ida, las mechas se pagaban y se retorcían, y en el recorrido de vuelta, la mecha se sujetaba y los husos se invertían tomando el hilo recién hilado. La máquina rival, el bastidor de hilos o bastidor de anillos era un proceso continuo, en el que la mecha se tiraba, se retorcía y se envolvía en una sola acción. La mula de hilar pasó a ser autoactiva (automática) en la década de 1830. La mula fue la máquina de hilar más común desde 1790 hasta aproximadamente 1900, pero se siguió utilizando para los hilos finos hasta la década de 1960. Una fábrica de algodón en 1890 tendría más de 60 mulas, cada una con 1320 husos.
Entre los años 1824 y 1830 Richard Roberts inventó un mecanismo que hacía que todas las partes de la mula fueran autoactivas, regulando la rotación de los husos durante el recorrido hacia adentro del carro.
Los Hermanos Platt, con sede en Oldham, Gran Mánchester, se encontraban entre los fabricantes de máquinas más destacados en este campo de trabajo.
Al principio esta máquina sólo se utilizaba para hilar gruesos y títulos bajos y medios, pero actualmente se emplea para hilar todos los títulos de hilo.

### Bastidor del acelerador
El bastidor Throstle era un descendiente del bastidor de agua. Utilizaba los mismos principios, estaba mejor diseñada y era accionada por vapor. En 1828 se inventó en Estados Unidos el bastidor Danforth throstle. El pesado volante hacía vibrar el huso y el hilo se enredaba cada vez que se detenía el bastidor. No fue un éxito. Se denominó throstle, ya que el ruido que hacía al funcionar se comparaba con el canto del tordo (throstle).

### Armazón del anillo

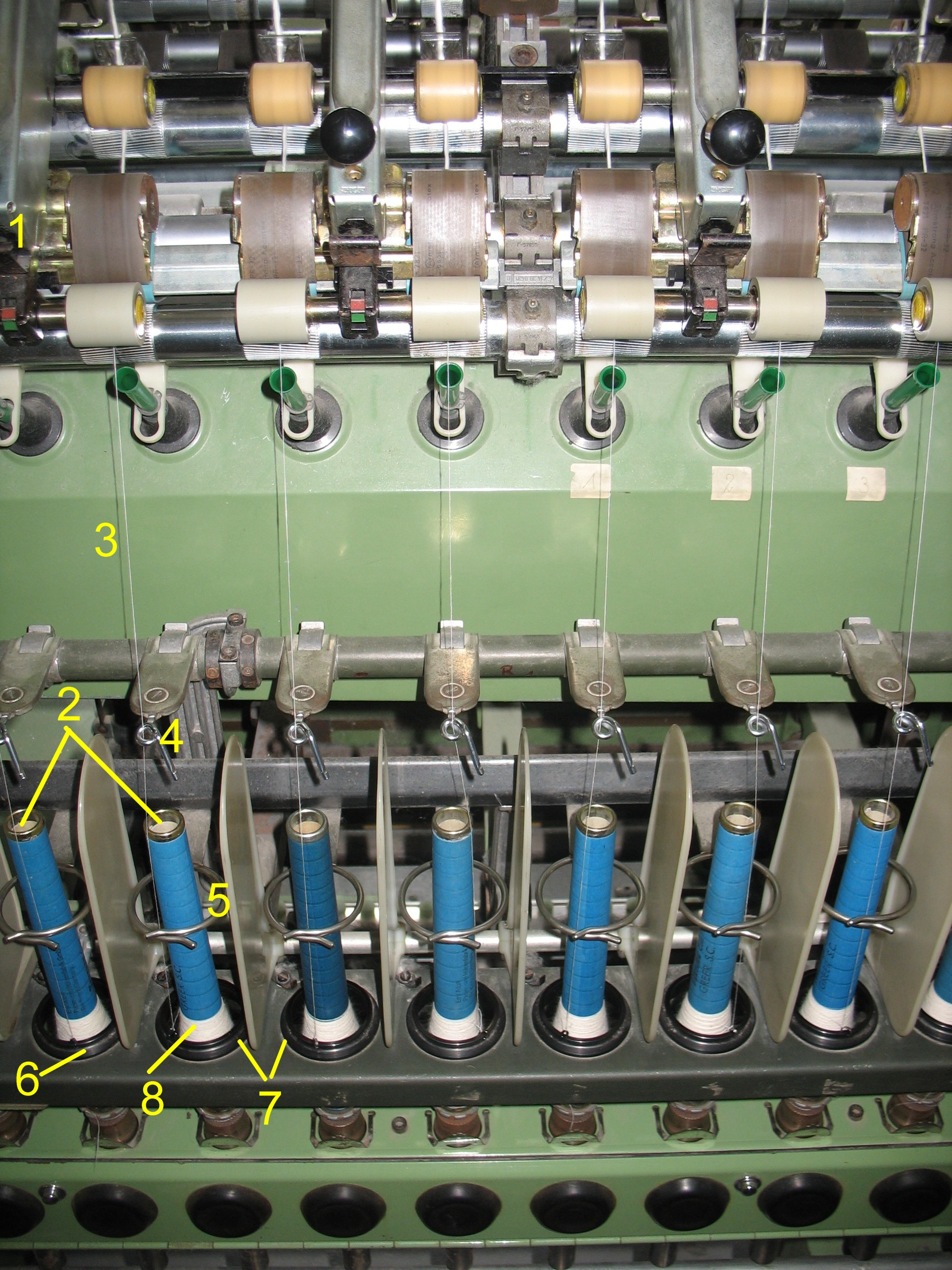
La moderna continua de hilar a anillos.
1 Rodillos de arrastre
2 Hilo
3 Mecha atenuada
4 Guías de hilo
5 Anillo antibalanceo
6 Viajero
7 Anillos
8 Hilo en bobina

El bastidor de anillos se atribuye a John Thorp en Rhode Island en 1828/9 y fue desarrollado por el señor Jencks de Pawtucket (Rhode Island), a que lo nombra como inventor.Marsden, 1885
Para preparar los hilos para el doblado, puede ser necesario enrollarlos uno al lado del otro en una bobina con reborde, o en una bobina recta o cónica, de dos a seis hilos antes de retorcerlos en uno.

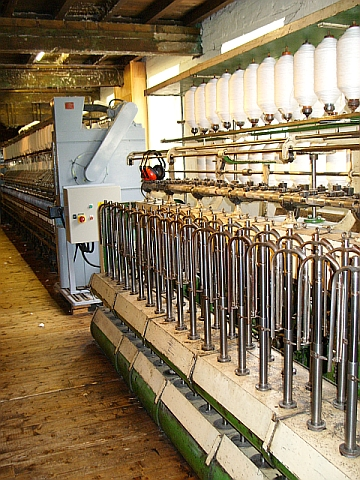
A fully restored & working water-wheel driven spinning winder at the Quarry Bank Mill, England.

Las máquinas de devanado para este fin son de varios tipos. Las hay en las que los hilos se colocan uniformemente entre los rebordes de una bobina, y las que enrollan los hilos sobre un tubo recto o cónico para formar "quesos". En este último caso, los tubos pueden colocarse sobre tambores divididos en diagonal y girar por contacto de fricción.
Colocando cada grupo de hilos a enrollar en la ranura de un tambor giratorio, se arrastra rápidamente de un lado a otro y se enrolla en un carrete. Si se utilizan tambores macizos en lugar de divididos, las guías de todos los hilos de un lado de la máquina se fijan a una barra, que es recorrida por una leva colocada en un extremo del bastidor. En caso contrario, se puede prever un mecanismo independiente en todo el conjunto para tratar cada grupo de hilos a enrollar.
Las bobinas o tubos pueden llenarse a partir de "bobinas", "carretes de anillas" o "madejas", pero se requiere un movimiento de parada para cada hilo, que entrará en funcionamiento inmediatamente después de producirse una rotura.

## Procesos posteriores
Para muchos propósitos, los hilos tal y como se hilan en el bastidor de anillas o en la mula están listos para el fabricante; pero cuando se requiere una mayor resistencia o suavidad, como en los hilos para coser, hacer ganchillo, calcetería, encajes y alfombras; también cuando se necesitan efectos multicolores, como en el Grandrelle, o alguna forma especial de irregularidad, como en los hilos con sacacorchos y los hilos con bucles, se componen y retuercen dos o más hilos simples. Esta operación se conoce como "doblado".